# خطط التدريس البهائي
لقد وضعت قيادة الدين البهائي خططًا تعليمية بهائية موجهة نحو تحقيق أهداف معينة، تمتد كل منها لمدة تتراوح من سنة إلى عشر سنوات، لنشر الدين البهائي. بدأت الخطط في ثلاثينيات وأربعينيات القرن العشرين كأهداف تعليمية لبلدان معينة، وفي عام 1953 أصبحت منسقة على مستوى العالم، وغالبًا مع التركيز على إرسال معلمين مسافرين إلى بلدان جديدة. وقد بادر حضرة شوقي أفندي بوضع الخطط قبل وفاته في عام 1957، كما بادر بيت العدل الأعظم بوضع الخطط منذ عام 1964. من عام 1964 إلى عام 2000، كانت هناك ستة خطط تعليمية بهائية دولية ذات أطوال مختلفة.
منذ عام 2000، ركزت الخطط على تدريب البهائيين على تيسير "الأنشطة الأساسية" للتجمعات التعبدية، والفصول الدراسية للأطفال والمراهقين، ودراسة منهجية تُعرف باسم "دوائر الدراسة"، استنادًا إلى سلسلة من كتب العمل التي أصدرها معهد روحي. بدءًا بخطة مدتها عام واحد من عام 2021 إلى عام 2022، أعلن بيت العدل الأعظم عن سلسلة من الخطط مدتها 25 عامًا تنتهي في عام 2046. في الوقت الحالي، يمر المجتمع البهائي الدولي بخطة مدتها تسع سنوات من المقرر أن تستمر من عام 2022 إلى عام 2031.

## التاريخ
"ألواح الخطة الإلهية"، وهي رسائل كتبها عبد البهاء إلى البهائيين في أمريكا الشمالية، يطلب فيها من أتباع الدين السفر إلى بلدان أخرى. وتأخر نشرها في الولايات المتحدة حتى عام 1919 — بعد نهاية الحرب العالمية الأولى ووباء الإنفلونزا الإسبانية. بعد نشر هذه الرسالة، وصلت أول مقيمة بهائية دائمة في أمريكا الجنوبية، ليونورا أرمسترونج، إلى البرازيل في عام 1921. كتب شوقي أفندي، الذي تم تعيينه خليفة لعبد البهاء، برقية في الأول من مايو عام 1936 إلى المؤتمر البهائي السنوي للولايات المتحدة وكندا، وطلب البدء في التنفيذ المنهجي لرؤية عبد البهاء.
وقد تمت مناقشة الأهداف المتعددة لخطط التدريس البهائية في رسالة عام 1975 من بيت العدل الأعظم (الهيئة الحاكمة للبهائيين في العالم منذ عام 1963):
يتضمن تعليم الدين البهائي أنشطة متنوعة عديدة، وكلها حيوية للنجاح، وكل منها يعزز الآخر. وقد أكد حضرة شوقي أفندي الحبيب مرارًا وتكرارًا أن التوسع والترسيخ وجهان توأمان لا ينفصلان عن التعليم ويجب أن يتما في وقت واحد، ومع ذلك لا يزال المرء يسمع المؤمنين يناقشون فضائل أحدهما مقابل الآخر. إن الغرض من التعليم لا يكتمل عندما يعلن الشخص أنه قد قبل حضرة بهاء الله مظهرًا من مظاهر الله لهذا العصر؛ إن الغرض من التعليم هو جذب البشر إلى الرسالة الإلهية وبالتالي غرس روحها فيهم حتى يكرسون أنفسهم لخدمتها، وسيصبح هذا العالم عالمًا آخر وشعبه شعبًا آخر. ومن هذا المنظور، فإن إعلان الإيمان ليس سوى معلم على الطريق - وإن كان مهمًا للغاية.

في عام 2000، نشر بيت العدل الأعظم كتاب "قرن النور"، الذي استعرض الإنجازات والنكسات التي شهدها القرن الماضي. وكان الاستنتاج الرئيسي للكتاب هو ضرورة التركيز على أهداف التدريس طويلة الأمد.

## الخطط بموجب شوقي أفندي

### الخطة السبعية الأولى (1937-1944)
في 19 مايو 1936، أرسل شوقي أفندي برقية إلى البهائيين الأميركيين يدعو فيها إلى إنشاء رواد دائمين في جميع بلدان أميركا اللاتينية. وقد تم تعيين المجلس الروحي الوطني البهائي للولايات المتحدة وكندا لجنة مشتركة بين الأمريكتين لتتولى مسؤولية الاستعدادات. خلال مؤتمر البهائيين في أمريكا الشمالية عام 1937، أرسل شوقي أفندي برقية ينصح فيها المؤتمر بإطالة مداولاتهم للسماح للمندوبين والجمعية الوطنية بالتشاور حول خطة من شأنها تمكين البهائيين من الذهاب إلى أمريكا اللاتينية. في عام 1937، أعطت الخطة السبعية الأولى (1937-1944)، وهي خطة دولية صممها شوقي أفندي، البهائيين الأميركيين هدف إقامة الدين البهائي في كل دولة في أميركا اللاتينية. مع انتشار البهائيين الأميركيين في أميركا اللاتينية، بدأت المجتمعات البهائية والجمعيات الروحية المحلية بالتشكل في عام 1938 في جميع أنحاء المنطقة. وصل أول رائد إلى تشيلي في عام 1940 عندما رست سفينته في أريكا. بعد وصوله إلى بنما في عام 1940، اعتنق أول بهائي غوايمي الإسلام في الستينيات. في عامي 1985 و1986، شمل مشروع "كامينو ديل سول" البهائيين الغوايميين الأصليين في بنما الذين سافروا مع السكان الأصليين الفنزويليين الناطقين باللغة الكاريبية والبهائيين الغواخيريين عبر ولايات بوليفار والأمازون وزوليا الفنزويلية حيث شاركوا دينهم.

### الخطة البريطانية الست (1944-1950)
في عامي 1950 و1951، قام البهائيون من الجزر البريطانية بالتوجه إلى تنجانيقا وأوغندا وكينيا. في 3 أغسطس 1951، وصل الرواد إلى كامبالا  ومن هناك ذهب الرواد إلى أفريقيا الاستوائية الفرنسية، والكاميرون، وما إلى ذلك.

### الحملة الصليبية التي استمرت عشر سنوات (1953-1963)
في عام 1953، أطلق شوقي أفندي أول جهد عالمي منسق لتوسيع نطاق الإيمان البهائي، والذي أطلق عليه اسم الحملة العشرية. وقد حدد شوقي أفندي الأهداف الأربعة الأساسية للحملة الصليبية التي استمرت عشر سنوات على النحو التالي:
- تطوير المؤسسات في المركز البهائي العالمي؛
- -توحيد البلدان الاثني عشر التي ترسخت فيها العقيدة؛
- توحيد جميع الأراضي الأخرى المفتوحة بالفعل؛ و
- افتتاح ما تبقى من "الأراضي العذراء الرئيسية" حول العالم.

لقد تم إطلاق هذا الجهد بهدف تشكيل المجالس الروحية المحلية والمجالس الروحية الوطنية في جميع أنحاء العالم حتى يمكن انتخاب بيت العدل الأعظم الذي سيكون ممثلاً لعضوية البهائيين في جميع أنحاء العالم. من عام 1953 إلى عام 1963، انتقل حوالي 250 أمريكيًا وفارسيًا إلى العديد من المواقع حول العالم كجزء من الحملة الصليبية التي استمرت عشر سنوات. كل بلد تقريبا في العالم ليس فيه بهائيون زاره على الأقل معلم متجول.
بعد وفاة شوقي أفندي في عام 1957، واصلت أيادي الأمر حملة العشر سنوات باتباع تعليماته حتى تشكيل بيت العدل الأعظم، الذي لا يزال أعلى هيئة منتخبة في الإيمان البهائي، في عام 1963. وبعد انتخابه كتب بيت العدل الأعظم:
"وقد تأكدت صحة هذا الوقت من خلال الإشارات الواردة في رسائل شوقي أفندي إلى أن حملة العشر سنوات كانت تتبعها خطط أخرى تحت إشراف بيت العدل الأعظم..."
( رسائل بيت العدل الأعظم، 1963-1986، ص 50)
وقد أعقبت جهود الحملة العشرية انضمام أعداد كبيرة إلى الديانة البهائية في بعض أجزاء العالم. على سبيل المثال، لوحظ نمو واسع النطاق للدين في جميع أنحاء منطقة جنوب الصحراء الكبرى في أفريقيا.
لقد أطلق حضرة شوقي أفندي، ولي أمر الدين البهائي في تلك الفترة، لقب فارس بهاء الله على البهائيين الذين نهضوا لفتح مناطق جديدة للدين بدءًا من الحملة الصليبية التي استمرت عشر سنوات.
احتفظ حضرة شوقي أفندي بسجل شرف لجميع فرسان حضرة بهاءالله. على الرغم من تدشينها خلال الحملة العشرية، إلا أن القيود المحلية تسببت في بقاء بعض الأهداف غير محققة. وصل آخر فرسان بهاءالله إلى جزيرة سخالين في ديسمبر 1990. كان هناك 254 فارسًا من فرسان بهاء الله استقروا في 121 منطقة، وقد تم إرسالهم لفتح 131 دولة ومنطقة، تم فتح 10 منها بالفعل. في 28 مايو 1992، أثناء الاحتفال بالذكرى المئوية لصعود حضرة بهاء الله، أودعت روحية خانم لائحة الشرف عند باب مدخل مرقد حضرة بهاء الله. شاهد القائمة هنا.

## الخطط في إطار بيت العدل الأعظم
وقد واصل مجلس العدل، الذي انتُخب بعد انتهاء الحملة العشرية في عام 1963، ممارسة شوقي أفندي في وضع الخطط الدولية. منذ انتخابه الأول في عام 1963، أشرف بيت العدل الأعظم على سلسلة من خطط التدريس البهائية الدولية.
| التاريخ   | اسم الخطة          | مدة الخطة | ملخص الخطة |
| --------- | ------------------ | --------- | --- |
| 1963-1972 | خطة تسع سنوات      | 9 سنوات   | تهدف هذه الخطة إلى زيادة تطوير المركز العالمي للدين ومؤسساته وتعزيز الأراضي المفتوحة بالفعل للدين البهائي، ونشر رسالة الدين إلى المزيد من الناس والأراضي في جميع أنحاء العالم. شملت هذه الأراضي من حرب الصليب العشر سنوات وجميع الدول المستقلة المتبقية. كما سعى الخطة إلى إنشاء 19 اجتماع روحي وطني جديد في أفريقيا والمحيط الهادئ وآسيا. |
| 1974-1979 | خطة خمس سنوات      | 5 سنوات   | وكان لهذه الخطة ثلاثة أهداف رئيسية: الحفاظ على وتعزيز النصر من الخطط السابقة، وتوسيع مجتمع البهائيين، وتطوير الطابع المميز للحياة الباهائية، وخاصة في المجتمعات المحلية. كما كان الهدف من الخطة هو إنشاء 16 جمعية روحية وطنية جديدة. |
| 1979-1986 | خطة السبع سنوات    | 7 سنوات   | سعت خطة السبع سنوات إلى مواصلة توسيع الدين وتعزيز النصر السابق، والحصول على أي أهداف متبقية من خطة السنوات الخمس. |
| 1986-1992 | خطة السنوات الستة  | 6 سنوات   | يهدف هذا الخطة إلى توسيع موارد الدين وزيادة مكانته العالمية وتشجيع إنتاج وتوزيع الأدب البهائي. كما ركزت على تعزيز المجتمعات والعائلات البهائية وزيادة المشاركة في الاحتياجات العالمية، ومسعى التنمية الاجتماعية والاقتصادية في المجتمعات البهائية القائمة.                                                                                 |
| 1993-1996 | خطة ثلاثية السنوات | 3 سنوات   | ركزت هذه الخطة على تعزيز إيمان البهائيين الفردية وتطوير الموارد البشرية للدين وتعزيز وظيفة المؤسسات البهائية المحلية والوطنية. |
| 1996-2000 | خطة أربع سنوات     | 4 سنوات   | الهدف الأساسي لهذه الخطة كان إحراز تقدم كبير في عملية دخول القوات. |
| 2000-2001 | خطة 12 شهراً        | سنة واحدة | بناءً على خطة الأربع سنوات السابقة، شددت هذه الخطة على إنشاء مؤسسات تدريبية وزيادة التركيز على التعليم الروحي للأطفال ومشاركة الشباب الأصغر سناً في مجتمع البهائيين. |
| 2001-2006 | خطة خمس سنوات      | 5 سنوات   | يهدف هذا الخطة إلى تحقيق تقدم كبير في عملية دخول القوات، مما يمثل أول خطة في سلسلة من الخطط نحو هذا الهدف. |
| 2006-2011 | خطة خمس سنوات      | 5 سنوات   | هذه الخطة استمرت في العمل لتعزيز عملية دخول القوات. |
| 2011-2016 | خطة خمس سنوات      | 5 سنوات   | ركزت هذه الخطة على توسيع الطرق المستخدمة في جهود التدريس إلى مجالات أخرى من النشاط، باستخدام أدوات وأساليب للتدريس بدرجة أكبر من التماسك، وزيادة عدد الأشخاص الذين يعملون بنشاط في الإيمان الباهائي. |
| 2016-2021 | خطة خمس سنوات      | 5 سنوات   | تهدف هذه الخطة إلى توسيع عملية النمو إلى آلاف المجموعات الجديدة. |
| 2021-2022 | خطة سنوية          | سنة واحدة | تم تصميم هذه الخطة لإعداد خطة التسعة سنوات. |
| 2022-2031 | خطة تسع سنوات      | 9 سنوات   | تركز خطة التسعة السنوات على إقامة برامج مكثفة للنمو في جميع المجموعات في العالم، بهدف إطلاق القوة الاجتماعية للدين الباهائي. |

## المصطلحات البهائية

### رائد
يستخدم مصطلح الرائد بين البهائيين لوصف شخص ينتقل إلى منطقة أو بلد جديد لغرض تعليم الدين البهائي. يُمنح لقب فارس بهاء الله لأول رائد يدخل بلدًا أو منطقة مذكورة في ألواح عبد البهاء للخطة الإلهية.
فيما يلي رسالة كتبت نيابة عن شوقي أفندي إلى أحد الأفراد بشأن مصطلح المبشر:
لا يرى مانعًا من ظهور كلمة "مبشر" في جواز سفرك طالما كان مفهومًا تمامًا أي نوع من "المبشرين" هو رائد البهائية. وبالمعنى الأسمى للكلمة، يمكن بالتأكيد تطبيقها على معلمينا. ولكن للأسف، غالبًا ما ارتبطت هذه الكلمة بنوع ضيق الأفق ومتعصب من التبشير، وهو أمر غريب تمامًا عن الطريقة البهائية في نشر تعاليمنا.
لا يعتبر البهائيون الريادة بمثابة تبشير، وهو مصطلح يشير غالبًا إلى استخدام الإكراه لتحويل شخص ما إلى دين مختلف. ومع ذلك، كتبت عالمة الاجتماع مارجيت واربورغ أن الريادة البهائية هي شكل من أشكال التبشير المنظم المماثل لأنظمة التبشير المنظم في الديانات الأخرى.

### تصريح
الإعلان هو مصطلح يستخدم في الديانة البهائية لوصف تحول شخص بالغ إلى عضو في الدين. ووصف واربورغ عملية الإعلان بأنها "الاعتراف البهائي بالإيمان، والذي يتم تنفيذه في شكل عمل إداري".
في عام 1925، في رسالة موجهة إلى الجمعيات الروحية الوطنية في الولايات المتحدة وكندا، لاحظ شوقي أفندي أن تحديد مؤهلات "المؤمن الحقيقي" كان مسألة دقيقة ومعقدة. ومع ذلك، فقد حدد ما اعتبره العناصر الأساسية للعضوية في المجتمع البهائي. وقد شملت هذه المبادئ الاعتراف الكامل بأدوار الباب وبهاء الله وعبد البهاء؛ والقبول الكامل لكتاباتهم؛ والالتزام المخلص والمتسق بوصية عبد البهاء؛ والمشاركة الفعالة في روح وبنية الإدارة البهائية المعاصرة. مع اقتراب الحرب العالمية الثانية، وتأكيد شوقي أفندي على ضرورة حصول البهائيين على وضع غير مقاتل إذا تم تجنيدهم، أصبح من الضروري توفير شهادة تسجيل لأولئك الذين يرغبون في الانضمام إلى الديانة البهائية. في الواقع، طُلب من العديد من المؤمنين القدامى أيضًا التوقيع على هذه البطاقة، مما يشير غالبًا عن طريق الخطأ إلى متى أصبحوا بهائيين رسميًا.  ومع تقديم هذه المتطلبات الجديدة الأكثر رسمية، أصبح من الشائع بالنسبة للأفراد الذين كانت لديهم في السابق ارتباطات غير رسمية بالمجتمع البهائي أن يتخلوا تمامًا عن انتمائهم.

### دخول القوات
دخول القوات هو مصطلح يستخدم في الديانة البهائية لوصف عملية التوسع عندما يخرج الدين من الغموض النسبي باعتباره "تدفقًا ثابتًا من التعزيزات" من "قوات من شعوب من دول وأعراق مختلفة" تحتضنه. ظهرت لأول مرة في سورة هيكل لبهاءالله.
ويُنظر إلى دخول القوات باعتباره عملية متكاملة، وليس حدثًا منفردًا. ويُنظر إلى ذلك باعتباره نذيرًا لاحتضان واسع النطاق للدين البهائي، حيث ستعترف غالبية العالم بتعاليم بهاء الله وتقبلها. كما كتب شوقي أفندي:
"وعلاوة على ذلك، فإن هذا التدفق سوف ينبئ ويعجل بمجيء اليوم الذي سيشهد، كما تنبأ عبد البهاء، دخول جيوش من شعوب من دول وأعراق مختلفة إلى العالم البهائي - وهو اليوم الذي إذا نظرنا إليه في منظوره الصحيح، سيكون مقدمة لتلك الساعة التي طال انتظارها عندما يحدث تحول جماعي من جانب هذه الدول والأعراق نفسها، وكنتيجة مباشرة لسلسلة من الأحداث الجسيمة وربما الكارثية في طبيعتها والتي لا يمكن تصورها حتى الآن حتى بشكل غامض، ستحدث ثورة مفاجئة في ثروات الإيمان، وتعطل توازن العالم، وتعزز ألف مرة القوة العددية وكذلك القوة المادية والسلطة الروحية لإيمان بهاء الله."
(1953، شوقي أفندي، "قلعة الإيمان: رسائل إلى أمريكا 1947-1957"، ص 117)
تحتوي الرسالة المكتوبة إلى أحد البهائيين نيابة عن شوقي أفندي على قسم يقدم منظورًا واضحًا للموقف البهائي تجاه التحول الجماعي.
لا يكفي إحصاء النفوس التي تحتضن القضية لمعرفة التقدم الذي تحرزه. إن النتائج الأكثر أهمية لنشاطاتكم هي الروح التي تنتشر في حياة المجتمع، والمدى الذي تصبح فيه التعاليم التي نعلنها جزءًا من وعي ومعتقد الناس الذين يسمعونها. لأنه فقط عندما تتغلغل الروح في العالم بشكل كامل، سيبدأ الناس في الدخول في الإيمان بأعداد كبيرة. في بداية الربيع، سوف تنبت فقط عدد قليل من البذور المفضلة بشكل استثنائي، ولكن عندما يصل الموسم إلى ذروته، ويصبح الجو مشبعًا بدفء الربيع الحقيقي، عندها ستبدأ كتل الزهور في الظهور، وسيزدهر التل بأكمله فجأة. إننا لا نزال في حالة حيث تستيقظ النفوس المعزولة فقط، ولكننا سنشهد قريبًا ذروة الموسم وتسارع مجموعات وأمم بأكملها إلى الحياة الروحية التي تنفسها بهاء الله. "
(رسالة بتاريخ 18 فبراير 1932، نيابة عن شوقي أفندي)

## روابط خارجية
- نظرة عامة مرئية على دورة البهائية، العصر، العصور، العصور والخطط